# Stenaelurillus nigricaudus
Stenaelurillus nigricaudus är en spindelart som beskrevs av Simon 1886. Stenaelurillus nigricaudus ingår i släktet Stenaelurillus och familjen hoppspindlar. Inga underarter finns listade i Catalogue of Life.